# Rylane

Rylane (Reighleán an Rince på iriska) är en ort på den södra delen av Irland i grevskapet Cork. Den ligger mitt emellan Millstreet och Cork, norr om Macroom. Orten fick uppmärksamhet i augusti 2008, när ett slagsmål mellan tre män resulterade i att en dödades och en skadades.